# 모모두 송코
모모두 라민 송코(스웨덴어: Momodou Lamin Sonko, 2005년 1월 31일 ~ )는 스웨덴의 축구 선수이다. 그의 포지션은 공격수로, 현재 알스벤스칸의 헤켄에서 활약하고 있다.

## 클럽 경력
모모두 송코는 예테보리에 연고지를 둔 베스트라 프뢸룬다에서 경력을 시작했으며, 2020년 BK 헤켄으로 이적했다. 그곳에서 그는 클럽에서 가장 유망한 유소년 선수 중 한 명으로 빠르게 부상했다.
2022년 5월, 송코는 알스벤스칸 클럽과 첫 장기 프로 계약을 맺었다. 2022년 8월 30일, 그는 2-1로 이긴 엘름훌트와의 컵 경기에서 선발 출전하며 헤켄 소속으로 프로 데뷔전을 치렀다.
2022년 10월 2일, 그는 1-1로 비긴 바르베리 BoIS와의 원정 경기에서 에리크 프리베리와 교체 투입되어 알스벤스칸 데뷔전을 치렀다.
시즌 종료 후, 그는 클럽 사상 첫 리그 우승을 도운 후, 1군으로 전격 승격되었다.
그는 2023 시즌이 시작되자마자 스포트라이트를 받으며, 5-0으로 이긴 옌셰핑스 셰드라와의 컵 홈경기에서 골과 도움을 기록했다.

## 국가대표팀 경력
스웨덴에서 태어난 송코는 감비아 혈통이다. 그는 스웨덴 청소년 국가대표팀 일원으로 U-17 대표팀을 거친 후 현재 U-18 대표팀에서 활약하고 있다.

## 수상 내역
BK 헤켄
- 알스벤스칸: 2022[9][10]
- 스웨덴컵: 2022–23